# Потапенко Яків Іванович
Яків Іванович Пота́пенко (нар. 4 лютого 1904 Петровське — пом. 7 березня 1975, Новочеркаськ) — радянський вчений в галузі агробіології, селекції і агротехніки винограду. Доктор сільськогосподарських наук з 1964 року, професор з 1965 року.

## Біографія
Народився 4 лютого 1904 року в селі Петровському (нині місто Світлоград Ставропольського краю). Закінчив Ставропольський сільськогосподарський технікум. Член ВКП(б) з 1928 року. В 1931 році закінчив Московську сільськогосподарську академію імені К. А. Тімірязєва. З 1932 по 1934 рік працював у Всесоюзній академії сільськогосподарських наук імені В. І. Леніна, з 1934 по 1943 рік завідувач відділу селекції і фізіології та старший науковий співробітник Центральної генетичної лабораторії імені І. В. Мічуріна. У 1943 році Наркомземом спрямований до Новочеркаська на посаду заступника директора з наукової частини Всеросійського науково-дослідного інституту виноградарства і виноробства. З 1954 року і до кінця свого життя був директором цього інституту.
Був делегатом VIII, X, XX Міжнародних конгресів з виноградарства і виноробства в Чилі, Аргентині, Португалії. Був учасником групи партійно-урядової делегації щодо відвідування Всесвітньої виставки в Бельгії. У 1969 році брав участь в міжнародній нараді з проблем виноградарства у Франції.
Помер у Новочеркаську 7 березня 1975 року.

## Наукова діяльність
Досліджував питання біології винограду: період спокою, річний цикл розвитку винограду в залежності від світових і температурних режимів, і безліч інших питань. Вченим розроблені теоретичні основи селекції винограду, програма і методика виведення нових сортів з підвищеною морозо-, мілдьюстійкістю шляхом міжвидової гібридизації. Автор 7 районованих сортів винограду європейсько-амурського походження (Зоря півночі, Північний, Фіолетовий ранній, Квітковий і інші), і більше 20 перспективних форм. Розробив нові прийоми в агротехніці виноградарства, створив і впровадив у виробництво технології механізованого обробітку укривних виноградників, захисту ґрунтів від ерозії та інше.
Автор понад 160 наукових робіт: книг, брошур, рекомендацій, восьми авторських свідоцтв на винаходи. Серед найбільш великих публікацій:
- «Виноградарство» (1960);
- «Улучшение среды и свойств растений» (1962);
- «Защита почв от эрозии» (1975).

## Відзнаки, вшанування пам'яті
- Заслужений діяч науки РРФСР з 1974 року;
- Сталінська премія (1951; за виведення нових зимостійких сортів винограду для середньої і східної зон європейської частини СРСР і розробку агротехніки цієї культури);
- Державна премія СРСР (1971; за розробку та впровадження у виробництво технології механізованого обробітку виноградників в зоні укривного виноградарства);
- нагороджений:
  - орденами Леніна, Трудового Червоного Прапора, Жовтневої революції[2], Дружби народів[3], «Знак пошани»;
  - 9 медалями ВДНГ, в тому числі 5 — золотими.

Ім'я Якова Івановича Потапенка присвоєне Всеросійському науково-дослідному інституту виноградарства і виноробства.